# Шеннер, Вильгельм
Вильгельм Шеннер (нем. Wilhelm Schenner; 20 марта 1839 года, Санкт-Агата — 27 сентября 1913 года, Вена) — австрийский пианист и музыкальный педагог.

## Биография
Родился в семье школьного учителя. С 1860 г. — органист евангелической церкви в Вене. В 1862 г. окончил Венскую консерваторию (класс фортепиано Йозефа Дакса).
Не сделал особенной сольной карьеры. Время от времени выступал в ансамбле с Квартетом Хельмесбергера — например, при исполнении Второго фортепианного квартета Иоганнеса Брамса (13 ноября 1873).
Более известен как педагог. В 1864—1904 гг. профессор фортепиано в Венской консерватории. Среди его учеников, в частности, Хуго Вольф, Артур Никиш, Генрих Янох, Гвидо Адлер и др.
Брат Шеннера Фердинанд Шеннер (1846—1910) с 1870 г. преподавал и служил органистом в Брюнне.